# Digimon Battle Spirit
Digimon Battle Spirit es un videojuego de la franquicia Digimon para WonderSwan y Game Boy Advance desarrollado por Namco Bandai.

## Historia
El mundo digimon, es un lugar creado por computadora, que existe entre todos los tipos de dispositivos digitales, y es donde viven las criaturas llamadas "Digimon". Una fuerza oscura y muy poderosa llamada Millenniummon quiere corromper todos los datos del mundo digital y usarlo para sus ideas. Pero algunos digimon y sus compañeros humanos deciden luchar contra Millenniummon y sus seguidores, antes de que se produzca un daño irreparable.

## Modo de jugar
Los personajes tienen dos ataques, que se utilizan con los botones A y B. Para ganar la partida hay que obtener unas pequeñas esferas azules llamadas "D-Spirits", el ganador es el que obtenga más D-Spirits. Para obtener esas esfera, se tiene que golpear al oponente. Para digievolucionar al nivel "Ultimate" (Mega), se tiene que tocar a un digimon volador llamado Calumon que aparece de forma aleatoria. El nivel Mega concede a los Digimon, otros ataques más fuertes durante un tiempo limitado. Para ganar más puntos, se tiene que luchar contra un digimon llamado Impmon que aparece a medida que se avanza en el juego. La última etapa, los digimon tienen que luchar contra Millenniummon

### Digimon
- Guilmon: digievoluciona en Gallantmon
- Terriermon: digievoluciona en MegaGargomon
- Renamon: digievoluciona en Sakuyamon
- Veemon: digievoluciona en Imperialdramon Modo Paladin
- Wormmon: digievoluciona en Fighter Mode Imperialdramon
- Agumon: digievoluciona en WarGreymon
- Sukamon: digievoluciona en Etemon

### Digimon a desbloquear
- BlackAgumon: digievoluciona en BlackWarGreymon
- Lopmon: digievoluciona en Kerpymon
- Gabumon: digievoluciona en Omnimon
- Agumon extra: digievoluciona en Omnimon
- Impmon: Es el único digimon que no puede digievolucionar.